# Dragon's Eye Plus Shanghai 3
 (mars 2019).
Si vous disposez d'ouvrages ou d'articles de référence ou si vous connaissez des sites web de qualité traitant du thème abordé ici, merci de compléter l'article en donnant les références utiles à sa vérifiabilité et en les liant à la section « Notes et références ».
Dragon's Eye Plus Shanghai III (ドラゴンズアイ プラス 上海III) est un jeu vidéo de mah-jong sorti en 1991 sur Mega Drive. Le jeu a été développé et édité par Home Data. Il est sorti uniquement au Japon.